# Pavement
Pavement var et amerikansk indierockband fra Stockton, Californien. Det startede da de to venner Stephen Malkmus og Scott Kannberg, der kendte hinanden fra den lokale skole, begyndte at spille sammen og eksperimentere med lyde på de sparsomme instrumenter de havde. I slutningen af firserne begyndte de, sammen med den 15 år ældre trommeslager Gary Young, at indspille Malkmus' sange på båndoptagere og uddele kassettebåndene til venner og bekendte. Lydkvaliteten var lav og skramlende og Malkmus' tekster bar præg af en surrealistisk og usammenhængende historiefortælling der ofte var var svær at finde hoved og hale på. Således blev Pavement pionerer indenfor den genre der senere skulle blive betegnet som lo-fi og blev på den måde inspirationskilder for bands og artister såsom Liz Phair, Guided by Voices, Sebadoh og Beck. Ikke desto mindre var det svært at overse Malkmus' talent for at skrive sange og bag hans tekster kunne man fornemme en oprigtighed og ydmyghed som meget få sangskrivere besidder. 
Bandet fik langsomt mere og mere opmærksomhed i det lokale musikmiljø og 1990 gik de i Young's garagestudie for at indspille en række nye sange fra Malkmus' pen efter kun at have gennemøvet dem i en uge. De første kopier af pladen kom som kassettebånd uden sangtitler på, og et af disse bånd fandt vej til det legendariske indieselskab Matador Records der valgte at signe bandet. Pladen udkom under titlen Slanted and Enchanted og selvom pladesalgene var få, har den senere opnået status som en indieklassiker. Produktionen var ikke så skramlet som de tidlige EP'er, men pladen bar dog stadig præg af en unik lyd der var svær at sætte i bås. Umiddelbare inspirationskilder var amerikanske Velvet Underground og engelske The Fall, men bandets medlemmer kom fra vidt forskellige musikalske baggrunde og Young udtrykte åbenlyst at han ikke forstod gruppens musik.
I de følgende år kom vennerne Mark Ibold og Bob Nastanovich med i bandet, blandt andet fordi Young begyndte at opføre sig mere og mere utilregneligt. Den excentriske hippie uddelte grøntsager til publikum inden deres koncerter og han ville ofte afbryde sit trommespil for at stå på hovedet eller lave kolbøtter. Den aldrende trommeslager havde derudover et alkoholproblem og efter angiveligt at have truet Malkmus med en pistol, blev det for meget for bandet. De holdt derfor et møde på et hotelværelse i København, hvor de blev enige om at Young var nødt til at forlade bandet. Han blev erstattet af vennen Steve West. 
I 1994 udkom pladen Crooked Rain, Crooked Rain der var et mindre skridt væk fra den spraglede lyd på debuten og samtidig, overraskende nok, gav dem et mindre hit med sangen Cut Your Hair der oven i købet blev spillet på MTV. Sangen handlede om at sælge ud og var en kritik af kunstnere der vælger at sætte en pris på deres artistiske integritet, men mainstreampublikummet valgte åbenbart at overhøre teksten og i stedet lytte til sangens melodiske kvaliteter. Derudover indeholdt pladen sangen Range Life der skabte megen kontrovers fordi den indeholdt teksten "Out on tour with the Smashing Pumpkins/Nature kids, man they don't have no function/I don't understand what they mean/And I could really give a fuck". Billy Corgan forstod ikke Malkmus' tilbagelænede selvironi og langede derfor ud efter ham i flere medier.
Året efter fulgte pladen Wowee Zowee der var en tilbagevenden til det mere eksperimenterende og i 1997 udkom pladen Brighten the Corners der endnu engang ændrede kritikerenes opfattelse af hvordan man skulle karakterisere Pavement's musik. I 1999 udkom Terror Twilight der for første gang var produceret af andre end Pavement selv. Produceren Nigel Godrich, der blandt andet er kendt for sit arbejde med Radiohead, Air og Paul McCartney, producerede pladen og Jonny Greenwood medvirkede også på to af pladens numre. Terror Twilight skulle vise sig at blive bandets sidste plade da bandets medlemmer efter 10 år ønskede at gå hver til sit. Alle medlemmer har efterfølgende været aktive i musikverdenen og specielt Malkmus har haft en succesfuld og anmelderrost solokarriere.
Pavement har aldrig opnået kommerciel succes, men netop det faktum at de nåede ud til så mange mennesker uden at være signet på et stort pladeselskab har skabt stor respekt omkring bandet i musikverdenen. Deres DIY-tilgang til musikken og deres uhøjtidelige og uprætentiøse opførsel både privat og i medierne har desuden sikret dem mange trofaste fans verden over. De har med hver plade brudt rockens normer og bandet har gennem hele deres karriere høstet fremragende anmeldelser for alle deres plader. Specielt debuten og Crooked Rain, Crooked Rain regnes som klassikere indenfor indierocken og der findes ikke et undergrundsband i dag der ikke skylder en stor del af deres karriere til Pavement.

## Diskografi
- Slanted and Enchanted (1992)
- Crooked Rain, Crooked Rain (1994)
- Wowee Zowee (1995)
- Brighten the Corners (1997)
- Terror Twilight (1999)